# 819 Barnardiana
A 819 Barnardiana (ideiglenes jelöléssel 1916 ZA) a Naprendszer kisbolygóövében található aszteroida. Max Wolf fedezte fel 1916. március 3-án.